# Reserva Natural de Meenikunno
A Reserva Natural de Meenikunno é uma reserva natural localizada no condado de Võru, na Estónia.
A área da reserva natural é de 3028 hectares.
A área protegida foi fundada em 1981 com base na Área de Conservação do Pantanal de Meenikunno; antes de 2015, existia a Área de Conservação da Paisagem de Meenikunno.